# 弗拉基米尔·普罗托波波夫
弗拉基米尔·亚历山德罗维奇·普罗托波波夫（俄语：Владимир Александрович Протопопов，1925年12月21日—2021年1月12日），苏联及俄罗斯经济学家、政治人物。苏共二十五、二十六和二十七大代表。

## 生平
1925年生于圖拉省叶皮凡。1945年参加苏日战争，担任无线电操作员。1965年毕业于莫斯科国立大学经济学系。1971年至1976年，担任莫斯科国立大学党委书记。1968年获经济学副博士学位。1991年晋升教授。2002年获俄罗斯联邦功勋高等教育工作者称号。
2021年1月12日在莫斯科逝世。